# 안토니우 샤비에르 호드리기스 네투
안토니우 샤비에르 호드리기스 네투(포르투갈어: Antonio Xavier Rodrigues Neto, 2001년 2월 13일 )는 브라질의 축구 선수이다.

## 참고 문헌
- “안토니우 샤비에르 호드리기스 네투”. 《부산 아이파크 FC》. HDC스포츠.